# Krutotila
Krutotila (en rus: Крутотыла) és un poble de la República de Komi, a Rússia, segons el cens del 2010 tenia 29 habitants.